# Janusz Stanisław Lichocki

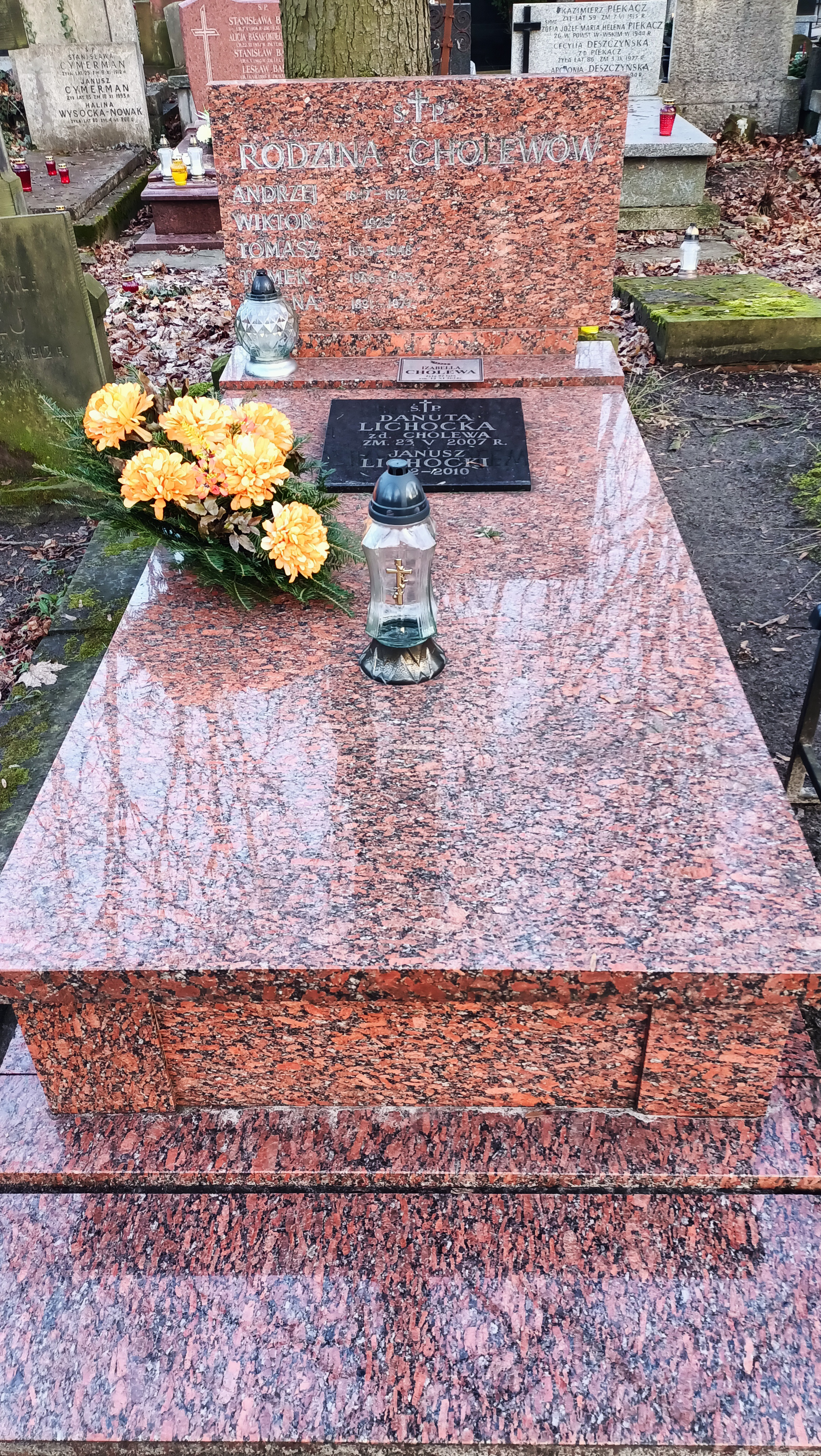
Grób Janusza Lichockiego na Cmentarzu Powązkowskim

Janusz Stanislaw Lichocki (ur. 2 sierpnia 1922 w Warszawie, zm. w 2010) – polski dziennikarz, publicysta.

## Życiorys
Urodził się 2 sierpnia 1922 w Warszawie. Był synem Szymona Tadeusza i Kazimiery Sidorowicz. Na podstawie małej matury został przyjęty do Podchorążówki AK. Podchorążówkę ukończył w stopniu kaprala podchorążego. Nosił pseudonim Ort. W 1941 zdał maturę w Liceum im Św. Stanisława Kostki w Warszawie (tajne komplety). Studiował  na wydziałach dziennikarskich Wyższej Szkoły Pedagogicznej i Uniwersytetu Warszawskiego.  Jako dziennikarz sportowy pracował w Expressie Wieczornym oraz Super Expressie. W Expressie Wieczornym był zastępcą kierownika działu sportowego. Pisał artykuły o piłce nożnej, hokeju na lodzie, lekkoatletyce i automobiliźmie. Zmarł w Warszawie, pochowany  na cmentarzu Powązkowskim Warszawie (290-6-20).